# Mussaenda isertiana
Espèce
Classification APG III (2009)
Mussaenda isertiana est une espèce de Mussaenda de la famille des Rubiaceae.
C'est une plante à fleurs des régions tropicales.